# Борошув

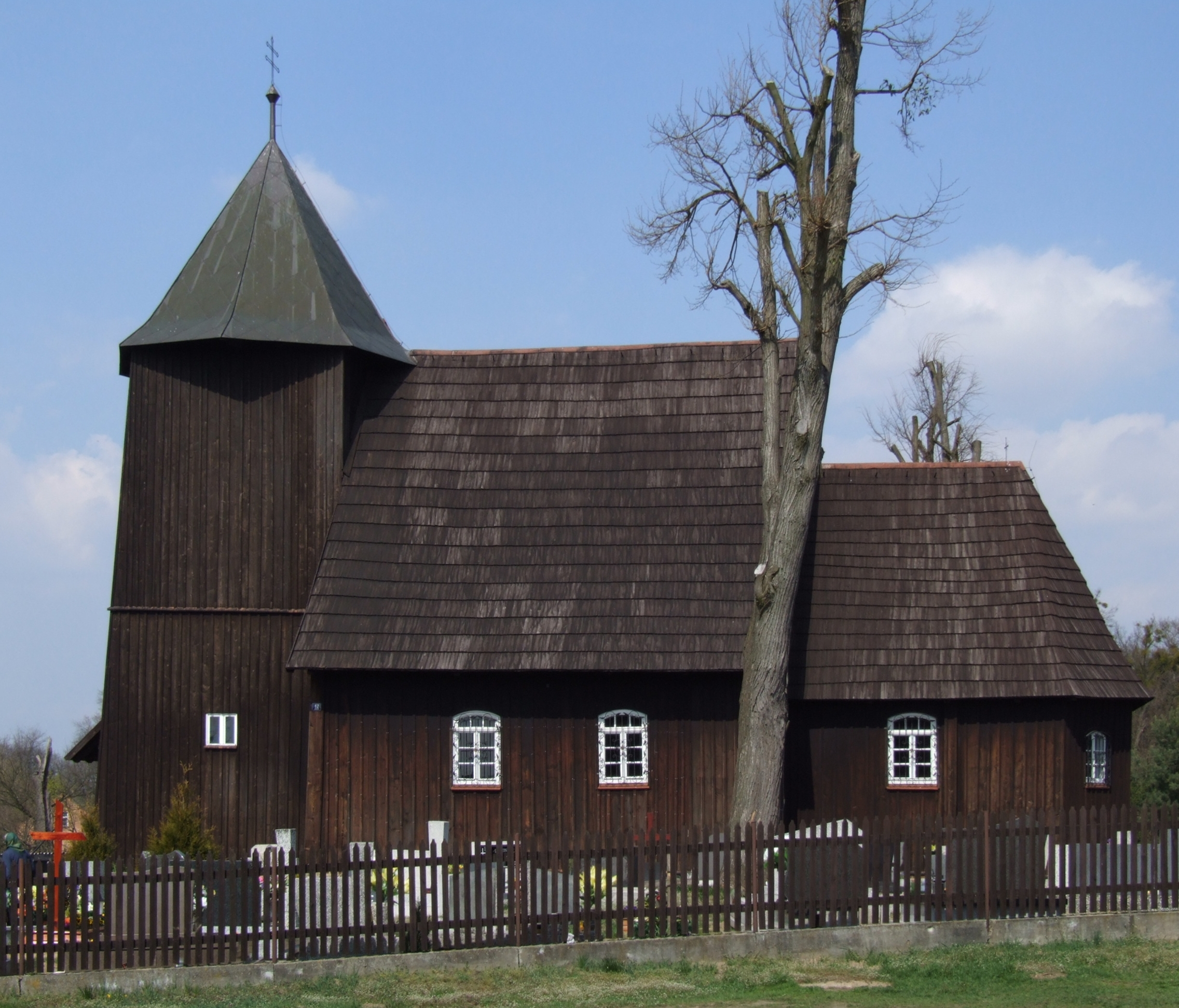
Церковь святой Марии Магдалины, Борошув

Боро́шув (пол. Boroszów, нем. Boroschau) — село в Польше в гмине Олесно Олесненского повета Опольского воеводства.

## География
Село находится в 9 км от административного центра гмины города Олесно и в 48 км от административного центра воеводства города Ополе.

## История
Самые ранние упоминания о селе относятся к 1300 году. В это время село принадлежало монастырю регулярных каноников. В 1574 году село упоминалось как Борошов (Boroschow) и Борошув (Boroschuw) и в 1743 году — Борош (Borosz).
В течение веков Борошув принадлежал различным владельцам и был родовым гнездом многих шляхетских родов. В парке находился небольшой замок, который не сохранился после Второй мировой войны. В селе также была усадьба, от которой сохранилась только дорога для экипажей.
В 1921 году жители села приняли участие в Верхнесилезском плебисците. Право голоса имели 112 человек, из них проголосовало 107 человек. За оставление в Германии проголосовало 102 человека (95,3 %) и за присоединение к Польше — 11 человек (10,3 %).
В 1925 году в селе проживало 399 человек, 1933 году — 358 человек.
До 1936 года село носило немецкое название Борошау. 21 апреля 1936 года оно было переименовано в Альтенейхен (Alteneichen).
В 1945 году село перешло к Польше и 12 ноября 1946 года было переименовано в Борошув.
В 1975—1998 годах село входило в Ченстоховское воеводство.

## Достопримечательности
- Деревянная церковь святой Марии Магдалины, датируемая XVII веко- памятник культуры Опольского воеводства[3].